# Église Saint-Quentin de Brières-les-Scellés
L'église Saint-Quentin de Brières-les-Scellés est une église paroissiale catholique, dédiée à saint Quentin, située dans la commune française de Brières-les-Scellés et le département de l'Essonne.

## Historique
La nef est datée du XIe siècle, le clocher et le chœur sont datés pour leur part du XIIe siècle. Le collatéral est daté du XVe siècle. 
Depuis un arrêté du 6 mars 1926, l'église est inscrite au titre des monuments historiques.

## Pour approfondir